# Emerson, Lake & Palmer at High Voltage 2010
Emerson, Lake & Palmer at High Voltage 2010 of High Voltage zijn twee verschillende livealbums van Emerson, Lake & Palmer (ELP).

## Emerson, Lake & Palmer at High Voltage
Deze dubbelcompact disc, gestoken in een zwart/bruine hoes,  bevat de opnamen van het concert dat ELP gaf op 25 juli 2010 tijdens het High Voltage Festival in het Victoria Park in Londen. De heren deelden daar het progpodium met onder andere Asia, Argent en Marillion. De opnamen hebben een matige kwaliteit, maar geven desondanks een goede weergave van de muziek. De band en de nummers die ze speelde dateren veelal uit de beginjaren 70. Daarbij is het een soort Greatest Hits-album geworden. Voor Carl Palmer was het een druk weekend, hij was ook werkzaam op 24 juli 2010, toen met zijn band Asia. Later werd bekend dat dit waarschijnlijk het laatste optreden van de heren als band was. Emerson wilde nog wel een keertje, maar Lake en Palmer zagen ervan af. De zin tot samenwerking was bij hen verdwenen.

### Musici
- Keith Emerson - toetsinstrumenten
- Greg Lake - akoestische en elektrische gitaar, basgitaar, zang
- Carl Palmer - drums

### Muziek
| Nr. | Titel                                                                        | Duur |
| --- | ---------------------------------------------------------------------------- | ---- |
| 1.  | Karn Evil 9: First impression part 2                                         |      |
| 2.  | The barbarian                                                                |      |
| 3.  | Bitches crystal                                                              |      |
| 4.  | Knife-edge                                                                   |      |
| 5.  | From the beginning                                                           |      |
| 6.  | Touch and go                                                                 |      |
| 7.  | Take a pebble                                                                |      |
| 8.  | Tarkus (Eruption, Stones of years,Iconoclast, Mass, Battlefield, Aquatarkus) |      |

| Nr. | Titel                                                                                           | Duur |
| --- | ----------------------------------------------------------------------------------------------- | ---- |
| 1.  | Farewell to arms                                                                                |      |
| 2.  | Lucky Man                                                                                       |      |
| 3.  | Pictues at an exibition (Promenade, The gnome, The sage, The hut of Baba Yaga, The great gates) |      |
| 4.  | Fanfare for the common people / drumsolo / Rondo                                                |      |

## High Voltage
Via Sanctuary Records verscheen ook een livealbum High Voltage maar onduidelijk is of dat opnamen zijn van het concert als hierboven omschreven. Het geluid van deze dubbel-cd, gestoken in een voornamelijk blauwgetinte hoes, is beter van kwaliteit, maar er missen een aantal nummers en de volgorde is anders. In het boekwerkje wordt niet verwezen naar het concert. De algemene mening over dit album is dat duidelijk te horen is dat ELP haar beste tijd al lang achter zich heeft liggen.

### Musici
Als boven.

### Muziek
| Nr. | Titel                                                                                             | Duur |
| --- | ------------------------------------------------------------------------------------------------- | ---- |
| 1.  | Tarkus (Eruption, Stones of years,Iconoclast, Mass, Battlefield, Aquatarkus)                      |      |
| 2.  | Pictures at an exhibition (Promenade, The gnome, The sage, The hut of Baba Yaga, The great gates) |      |
| 3.  | Nutrocker                                                                                         |      |

| Nr. | Titel                         | Duur |
| --- | ----------------------------- | ---- |
| 1.  | Touch and go                  |      |
| 2.  | The barbarian                 |      |
| 3.  | Fanfare for the common people |      |
| 4.  | Lucky man                     |      |
| 5.  | Take a pebble                 |      |

2010: Argent · Asia · Emerson, Lake & Palmer · Marillion
2011: Barclay James Harvest (Lees) · Mostly Autumn · Pallas · Spock's Beard ·  Triggerfinger